# تصفيات بطولة أمم أوروبا للسيدات 2013 – المجموعة 1
المجموعة 1 من تصفيات بطولة أمم أوروبا لكرة القدم للسيدات 2013 هي واحدة من المجموعات التأهيلية لبطولة أمم أوروبا لكرة القدم للسيدات لعبت ما بين 17 سبتمبر 2011 و19 سبتمبر 2012. شارك في مباريات المجموعة منتخب البوسنة والهرسك، اليونان، إيطاليا، جمهورية مقدونيا، بولندا وروسيا.

## الترتيب
| الفريق          | لعب | ف | ت | خ | أ.له | أ.ع | أ.ف | نقاط |
| --------------- | --- | - | - | - | ---- | --- | --- | ---- |
| إيطاليا         | 10  | 9 | 1 | 0 | 35   | 0   | +35 | 28   |
| روسيا           | 10  | 7 | 1 | 2 | 31   | 6   | +25 | 22   |
| بولندا          | 10  | 5 | 2 | 3 | 17   | 11  | +6  | 17   |
| البوسنة والهرسك | 10  | 3 | 1 | 6 | 12   | 21  | −9  | 10   |
| اليونان         | 10  | 0 | 5 | 5 | 7    | 20  | −13 | 5    |
| Macedonia       | 10  | 0 | 2 | 8 | 5    | 49  | −44 | 2    |

| البوسنة والهرسك | 0–1    | إيطاليا                 |
| --------------- | ------ | ----------------------- |
|                 | Report | أليس باريزي 44' (ركلة.) |

| بولندا | 0–2 0–3 | روسيا                       |
| ------ | ------- | --------------------------- |
|        | Report  | Morozova 18' · Sochneva 81' |

انتهت المباراة بالأصل 0–2 قبل أن تمنح بانتصار افتراضي لصالح روسيا.
| روسيا                                                         | 4–1    | البوسنة والهرسك |
| ------------------------------------------------------------- | ------ | --------------- |
| أولغا بيتروفا (لاعبة كرة قدم) 27'، 55' · Shlyapina 80'، 90+1' | Report | Kuliš 54'       |

| Macedonia | 0–9    | إيطاليا |
| --------- | ------ | --- |
|           | Report | باميلا كونتي 1'، 11' · إليسا كامبوريس 18'، 72' · دانييلا ساباتينو 31'، 34'، 79' · أليس باريزي 36' · ميلانيا كابياديني 52' |

| بولندا                     | 2–0    | اليونان |
| -------------------------- | ------ | ------- |
| Żelazko 45+4' (ركلة.)، 49' | Report |         |

| Macedonia           | 1–1    | اليونان          |
| ------------------- | ------ | ---------------- |
| ناتاشا أندونوفا 86' | Report | Papadopoulou 37' |

| إيطاليا                       | 2–0    | روسيا |
| ----------------------------- | ------ | ----- |
| باميلا كونتي 10' (ركلة.)، 28' | Report |       |

| بولندا                                       | 4–0    | البوسنة والهرسك |
| -------------------------------------------- | ------ | --------------- |
| Żelazko 45+1'، 77' · Winczo 82' · Stobba 86' | Report |                 |

| Macedonia              | 2–6    | البوسنة والهرسك                                  |
| ---------------------- | ------ | ------------------------------------------------ |
| Salihi 50' · Rochi 78' | Report | Kršo 17' · Kuliš 33'، 36'، 60'، 76' · Spahić 79' |

| اليونان | 0–4    | روسيا                                                                 |
| ------- | ------ | --------------------------------------------------------------------- |
|         | Report | أولغا بيتروفا (لاعبة كرة قدم) 23'، 78' · Sochneva 58' · Terekhova 79' |

| بولندا | 0–5    | إيطاليا                                                                    |
| ------ | ------ | -------------------------------------------------------------------------- |
|        | Report | ميلانيا كابياديني 25'، 63'، 82' · باتريسيا بانيكو 74' · إليسا كامبوريس 77' |

| Macedonia | 0–3    | بولندا                       |
| --------- | ------ | ---------------------------- |
|           | Report | Winczo 3'، 14' · Żelazko 10' |

| إيطاليا                                      | 2–0    | اليونان |
| -------------------------------------------- | ------ | ------- |
| ميلانيا كابياديني 59' · جوليا دومينيجيتي 83' | Report |         |

| اليونان              | 2–3    | البوسنة والهرسك           |
| -------------------- | ------ | ------------------------- |
| Panteliadou 75'، 89' | Report | Kuliš 8'، 21' · Murić 60' |

| روسيا                                                                      | 8–0    | Macedonia |
| -------------------------------------------------------------------------- | ------ | --------- |
| Morozova 14'، 68'، 82' · Mashina 21'، 74'، 79' · Pertseva 54' · Medved 87' | Report |           |

| اليونان        | 1–1    | بولندا     |
| -------------- | ------ | ---------- |
| Moskofidou 38' | Report | Sałata 20' |

| إيطاليا                                                          | 4–0    | البوسنة والهرسك |
| ---------------------------------------------------------------- | ------ | --------------- |
| باتريسيا بانيكو 14'، 74' · إليسا كامبوريس 40' · باميلا كونتي 46' | Report |                 |

| روسيا | 0–2    | إيطاليا                 |
| ----- | ------ | ----------------------- |
|       | Report | باتريسيا بانيكو 8'، 65' |

| اليونان                     | 2–2    | Macedonia        |
| --------------------------- | ------ | ---------------- |
| Mitkou 32' · Moskofidou 58' | Report | Rochi 23'، 45+1' |

| إيطاليا | 9–0    | Macedonia |
| --- | ------ | --------- |
| باتريسيا بانيكو 34'، 48'، 55' · رافاييلا ماريني 31'، 45' · ساندي لانيلا 54' · إليسا كامبوريس 62' · دانييلا ساباتينو 78' · Tona 78' | Report |           |

| روسيا                                                       | 4–0    | اليونان |
| ----------------------------------------------------------- | ------ | ------- |
| Kostyukova 24' · Suslova 28' · Sochneva 60' · Shlyapina 68' | Report |         |

| البوسنة والهرسك | 0–2    | بولندا                  |
| --------------- | ------ | ----------------------- |
|                 | Report | Żelazko 9'، 27' (ركلة.) |

| بولندا                                    | 4–0    | Macedonia |
| ----------------------------------------- | ------ | --------- |
| Leśnik 4' · Sałata 35'، 51' · Żelazko 67' | Report |           |

| البوسنة والهرسك | 0–1    | روسيا                |
| --------------- | ------ | -------------------- |
|                 | Report | Morozova 73' (ركلة.) |

| Macedonia | 0–6    | روسيا                                                      |
| --------- | ------ | ---------------------------------------------------------- |
|           | Report | Shlyapina 32'، 41'، 78' · Mashina 58' · Korovkina 87'، 90' |

| البوسنة والهرسك | 1–1    | اليونان            |
| --------------- | ------ | ------------------ |
| Šabić 16'       | Report | Sidira 56' (ركلة.) |

| إيطاليا             | 1–0    | بولندا |
| ------------------- | ------ | ------ |
| باتريسيا بانيكو 86' | Report |        |

| اليونان | 0–0    | إيطاليا |
| ------- | ------ | ------- |
|         | Report |         |

| البوسنة والهرسك | 1–0    | Macedonia |
| --------------- | ------ | --------- |
| Fetahović 31'   | Report |           |

| روسيا         | 1–1    | بولندا        |
| ------------- | ------ | ------------- |
| Korovkina 73' | Report | Balcerzak 45' |

## الهدافيين
9 أهداف
- باتريسيا بانيكو

7 أهداف
- Lidija Kuliš

6 أهداف
- Anna Żelazko

5 أهداف
- باميلا كونتي
- ميلانيا كابياديني
- إليسا كامبوريس
- Elena Morozova
- Natalia Shlyapina

4 أهداف
- دانييلا ساباتينو
- Olesya Mashina
- أولغا بيتروفا (لاعبة كرة قدم)

3 أهداف
- Gentjana Rochi
- Sandra Sałata
- Agnieszka Winczo
- Nelli Korovkina

2 أهداف
- Vasilikas Moskofidou
- Dimitra Panteliadou
- أليس باريزي
- رافاييلا ماريني
- Ekaterina Sochneva

هدف واحد
- Amela Fetahović
- Amela Kršo
- Moira Murić
- Nejra Šabić
- Alisa Spahić
- Maria Mitkou
- Anastasia Papadopoulou
- Danai-Eleni Sidira
- جوليا دومينيجيتي
- Elisabetta Tona
- ساندي لانيلا
- ناتاشا أندونوفا
- Afrodita Salihi
- Patrycja Balcerzak
- Donata Leśnik
- Marta Stobba
- Elena Medved
- Natalia Pertseva
- Elena Terekhova

## وصلات خارجية
- نتائج وترتيب المجموعة 1 على موقع اليويفا